# ترکیبات آلی جیوه

پیوند کربن-جیوه مشخصه اصلی ترکیبات آلی جیوه است.

ترکیبات آلی جیوه یا ترکیبات اورگانومرکوری(به انگلیسی: Organomercury Compounds) دسته‌ای از ترکیبات آلی هستند که در آن حداقل یک پیوند کووالانسی کربن-جیوه وجود داشته باشد. این ترکیبات در برابر هوا و رطوبت مقاوم می‌باشند، اما در معرض نور دچار تجزیه می‌شوند. این ترکیبات سمی می‌باشند و به‌عنوان ضد قارچ و حشره‌کش کاربرد دارند.